# Chlamydoselachus gracilis
†Chlamydoselachus gracilis es una especie extinta de la familia Chlamydoselachidae del género Chlamydoselachus y del orden Hexanchiformes que vivió en el Cretáceo. 